# 완주 안심사 동종
완주 안심사 동종(完州 安心寺 銅鐘)은 대한민국 전북특별자치도 완주군, 안심사에 있는 동종이다. 2005년 12월 16일 전라북도의 유형문화재 제205호로 지정되었다.

## 개요
이 동종은 안심사 법당 내에 봉안되어 있었으나 6․25전쟁때 외부로 유출되어 충남 금산 보석사에 봉안하고 있다가 2004년에 안심사로 반환되었다. 종의 몸체 하단에 양각되어 있는 주성기(鑄成記)에 의하면 이 종은 1760년(건륭 25)에 고산 대둔사 안심사에서 조성되었으며, 무게는 370근이고 백홍진, 유도용 등 장인에 의해 조성되었음을 알 수 있다.
이 종은 전고(全高) 97cm, 용뉴(龍鈕) 17.5cm, 음통(音筒) 20.5cm, 직경(直徑) 63cm의 아담한 규모이다. 종 윗부분에는 s자형으로 몸을 휘어 여의주를 물고 있는 용 한 마리가 마치 앞으로 나아가듯 역동적인 모습으로 조각되었다. 용은 머리를 약간 치켜들고 큼직한 발을 힘차게 뻗어 내딛고 있으며 입은 크게 벌려 안에는 혀를 말아 구슬을 움켜지고 있는데 꼬리로 음통을 휘감고 있는 모습이 긴장감 있으면서도 탄력적으로 느껴진다. 용두의 뒤쪽으로는 원통형의 음통이 붙어있는데 몸체에는 초화문대가 조각되어 있으며 윗부분에는 화려하게 피어난 연꽃송이로 마감하였다.
종신(鐘身)의 형태는 입구가 약간 벌려진 듯 하나 전체적으로 아담하면서도 균형있는 모습을 보여준다. 천판과 종신이 만나는 부분은 가는 조선(條線)으로 구분하였으며 그 아래 상대에는 2줄의 범자문원권대(梵字文圓圈帶)로 장식하였다. 이처럼 범자문으로 상대를 장식하는 기법은 조선후기에 보이는 특징으로 중국종에서 상대에 범자문을 배치한 것에서 영향을 받은 것으로 보인다. 상대 아래에는 약간의 간격을 두고 사다리꼴 모양의 유곽대(乳廓帶)와 보살상을 교대로 배치하였다.
유곽의 둘레는 당초 줄기 안에 국화문같은 화문을 장식하였는데 사실적인 꽃모양이 돋보이며 내부에는 9개의 유두(乳頭)를 배치하였다. 12엽의 연꽃 위에 봉긋하게 솟아있는 유두는 도톰하게 묘사하여 부피감이 느껴진다. 유곽과 유곽 사이에는 왼쪽으로 몸을 틀고 우아하게 서 있는 보살입상이 4구 주조되었는데, 원형의 두광을 지니고 연꽃대좌 위에 서 있는 보살상은 화려한 보관을 쓰고 두 손을 모아 합장한 모습이 조선후기 불화의 보살상 양식과 흡사하다. 이 종의 하단부는 2조의 돌기선이 둘러져 있고 그 사이에 문양대가 양각으로 새겨져 있다. 명문은 종신 하단에서 약 13.5cm 정도 떨어진 곳에 돌려가며 주조되었다.

## 같이 보기
- 안심사

## 참고 자료
- 안심사소장동종 - 국가유산청 국가유산포털